# لیدیا گویلر تیجادا
لیدیا گویلر تیجادا (انگلیسی: Lidia Gueiler Tejada؛ زادهٔ ۲۸ اوت ۱۹۲۱ – درگذشته ۹ مه ۲۰۱۱) سیاستمدار اهل بولیوی بود. وی از ۱۶ نوامبر ۱۹۷۹ تا ۱۶ ژوئیه ۱۹۸۰ رئیس‌جمهور این کشور بود. او اولین زنی است که در تاریخ بولیوی به مقام ریاست‌جمهوری می‌رسد.
لیدیا گویلر تیجادا در ۹ مه ۲۰۱۱، بعد از یک دوره طولانی بیماری در سن ۸۹ سالگی درگذشت